# ウイラ州
ウイラ州（ウイラしゅう、ポルトガル語: Província da Huíla）はアンゴラの第一級行政区画（州）である。78,700平方キロメートルの面積を擁し、人口は約250万人である。国内では首都を擁するルアンダ州に次いで人口が多い。州都はルバンゴ。
1964年に指定されたビクアリ自然公園が州内に存在する。

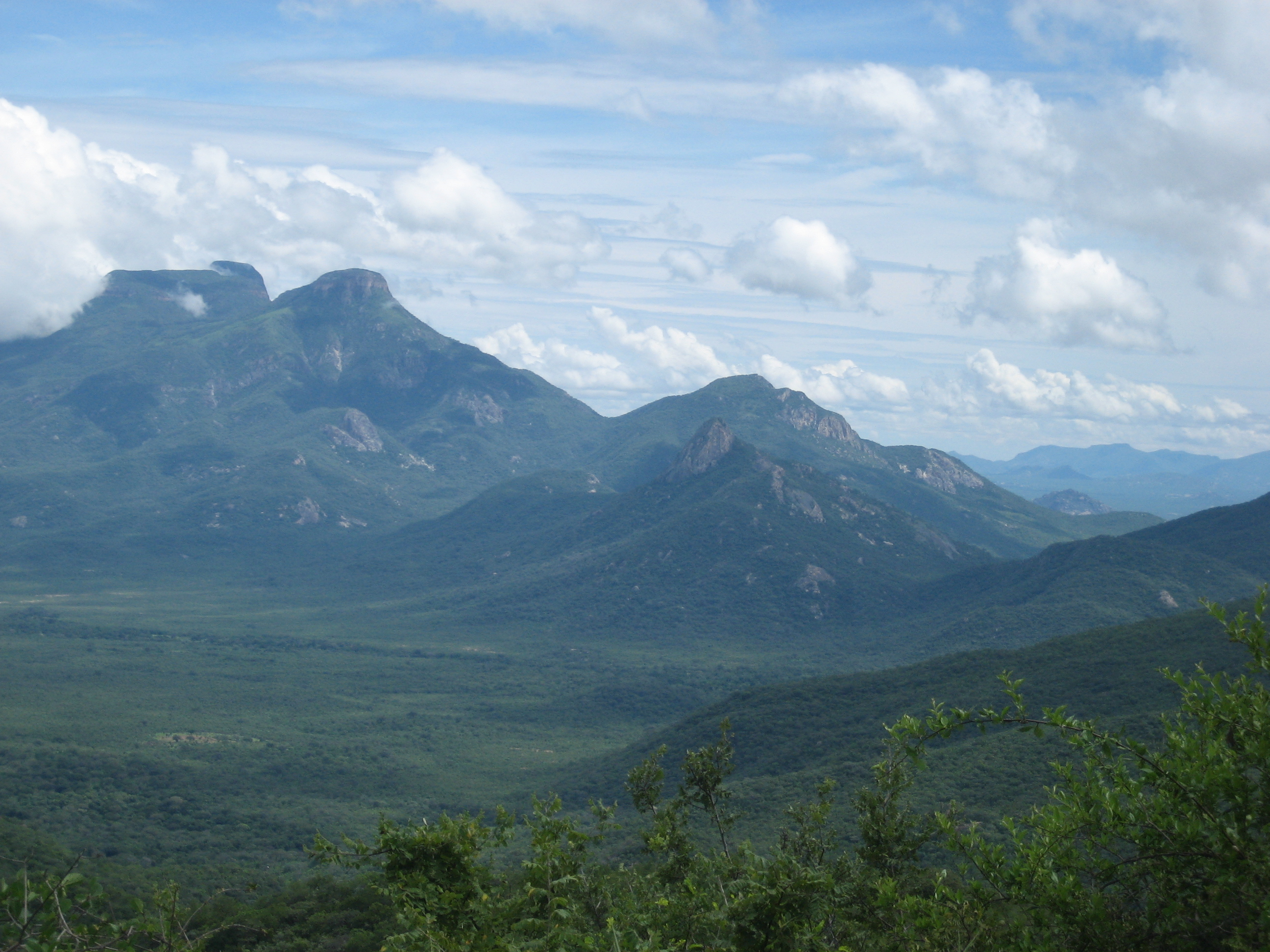

## ムニシピオ
14のムニシピオに区分される。
- カコンダ（英語版）
- Cacula
- カルケンベ（英語版）
- シビア（英語版）
- シコンバ（英語版）
- シピンド（英語版）
- Gambos
- ウンパタ（英語版）
- Jamba
- クヴァンゴ（英語版）
- ルバンゴ
- Matala
- キレンゲス（英語版）
- キプンゴ（英語版）